# ブライアン・サーブン
ブライアン・ニコラス・サーブン（Brian Nicholas Serven, 1995年5月5日 - ）は、 アメリカ合衆国カリフォルニア州リバーサイド郡パームデザート出身のプロ野球選手（捕手）。右投右打。MLBのデトロイト・タイガース傘下所属。

## 経歴

### プロ入りとロッキーズ時代
2016年のMLBドラフト5巡目（全体140位）でコロラド・ロッキーズから指名され、プロ入り。契約後、傘下のパイオニアリーグのルーキー級グランドジャンクション・ロッキーズでプロデビュー。34試合に出場して打率.203、1本塁打、16打点を記録した。
2017年はA級アッシュビル・ツーリスツでプレーし、49試合に出場して打率.280、1本塁打、19打点、3盗塁を記録した。
2018年はA+級ランカスター・ジェットホークスでプレーし、83試合に出場して打率.268、12本塁打、46打点、1盗塁を記録した。
2019年はAA級ハートフォード・ヤードゴーツでプレーし、77試合に出場して打率.203、9本塁打、30打点、1盗塁を記録した。オフにはアリゾナ・フォールリーグに参加し、ソルトリバー・ラフターズに所属した。
2020年はCOVID-19の影響でマイナーリーグの試合が開催されなかったため、公式戦の出場は無かった。
2021年はAAA級アルバカーキ・アイソトープスでプレーし、73試合に出場して打率.250、16本塁打、38打点、1盗塁を記録した。
2022年も開幕をAAA級アルバカーキで迎えた。5月17日にメジャー契約を結んでアクティブ・ロースター入りし、翌18日のサンフランシスコ・ジャイアンツ戦にて「9番・捕手」で先発出場してメジャーデビュー。この年メジャーでは62試合に出場して打率.203、6本塁打、16打点を記録した。
2023年は11試合の出場にとどまった。

### ブルージェイズ時代
2024年1月5日にウェイバー公示を経てシカゴ・カブスへ移籍した。だが、1月11日にDFAとなった。1月16日にウェイバー公示を経てトロント・ブルージェイズへ移籍した。この年は28試合に出場して打率.159、10安打、3打点を記録した。また、2年続けて本塁打を1本も放てなかった。レギュラーシーズン終了後の10月1日にFAとなった。

### タイガース傘下時代
2024年12月13日にデトロイト・タイガースとマイナー契約を結び、翌2025年のスプリングトレーニングには招待選手として参加した。オープン戦では5試合に出場したが、安打を1本も放つことが出来なかった。同年の開幕はAAA級トレド・マッドヘンズで迎えた。その後、4月4日にリハビリの為A-級レイクランド・フライングタイガースに配属された後、同月15日にAAA級トレドに復帰した。

## 詳細情報

### 年度別打撃成績
| 年 度    | 球 団    | 試 合 | 打 席 | 打 数 | 得 点 | 安 打 | 二 塁 打 | 三 塁 打 | 本 塁 打 | 塁 打 | 打 点 | 盗 塁 | 盗 塁 死 | 犠 打 | 犠 飛 | 四 球 | 敬 遠 | 死 球 | 三 振 | 併 殺 打 | 打 率 | 出 塁 率 | 長 打 率 | O P S |
| -------- | -------- | ----- | ----- | ----- | ----- | ----- | -------- | -------- | -------- | ----- | ----- | ----- | -------- | ----- | ----- | ----- | ----- | ----- | ----- | -------- | ----- | -------- | -------- | ----- |
| 2022     | COL      | 62    | 205   | 187   | 19    | 38    | 4        | 1        | 6        | 62    | 16    | 0     | 0        | 2     | 1     | 13    | 0     | 2     | 44    | 7        | .203  | .261     | .332     | .593  |
| 2023     | COL      | 11    | 23    | 23    | 0     | 3     | 1        | 0        | 0        | 4     | 1     | 0     | 0        | 0     | 0     | 0     | 0     | 0     | 10    | 0        | .130  | .130     | .174     | .304  |
| 2024     | TOR      | 28    | 71    | 63    | 6     | 10    | 4        | 0        | 0        | 14    | 3     | 0     | 0        | 1     | 0     | 5     | 0     | 2     | 22    | 0        | .159  | .243     | .222     | .465  |
| MLB：3年 | MLB：3年 | 101   | 299   | 273   | 25    | 51    | 9        | 1        | 6        | 80    | 20    | 0     | 0        | 3     | 1     | 18    | 0     | 4     | 76    | 7        | .187  | .247     | .293     | .540  |

- 2024年度シーズン終了時

### 年度別投手成績
| 年 度    | 球 団    | 登 板 | 先 発 | 完 投 | 完 封 | 無 四 球 | 勝 利 | 敗 戦 | セ 丨 ブ | ホ 丨 ル ド | 勝 率 | 打 者 | 投 球 回 | 被 安 打 | 被 本 塁 打 | 与 四 球 | 敬 遠 | 与 死 球 | 奪 三 振 | 暴 投 | ボ 丨 ク | 失 点 | 自 責 点 | 防 御 率 | W H I P |
| -------- | -------- | ----- | ----- | ----- | ----- | -------- | ----- | ----- | -------- | ----------- | ----- | ----- | -------- | -------- | ----------- | -------- | ----- | -------- | -------- | ----- | -------- | ----- | -------- | -------- | ------- |
| 2022     | COL      | 1     | 0     | 0     | 0     | 0        | 0     | 0     | 0        | 0           | ----  | 3     | 1.0      | 0        | 0           | 1        | 0     | 0        | 0        | 0     | 0        | 0     | 0        | 0.00     | 1.00    |
| MLB：1年 | MLB：1年 | 1     | 0     | 0     | 0     | 0        | 0     | 0     | 0        | 0           | ----  | 3     | 1.0      | 0        | 0           | 1        | 0     | 0        | 0        | 0     | 0        | 0     | 0        | 0.00     | 1.00    |

- 2024年度シーズン終了時

### 背番号
- 6（2022年 - 2023年）
- 15（2024年）